# 462 Eriphyla
A 462 Eriphyla (ideiglenes jelöléssel 1900 FQ) a Naprendszer kisbolygóövében található aszteroida. Maximilian Franz Joseph Cornelius Wolf fedezte fel 1900. október 22-én.